# Begum Pur
Begum Pur là một thị trấn thống kê (census town) của quận North West thuộc bang Delhi, Ấn Độ.

## Nhân khẩu
Theo điều tra dân số năm 2001 của Ấn Độ, Begum Pur có dân số 22.828 người. Phái nam chiếm 55% tổng số dân và phái nữ chiếm 45%. Begum Pur có tỷ lệ 64% biết đọc biết viết, cao hơn tỷ lệ trung bình toàn quốc là 59,5%: tỷ lệ cho phái nam là 73%, và tỷ lệ cho phái nữ là 53%. Tại Begum Pur, 19% dân số nhỏ hơn 6 tuổi.